# 919 Ilsebill
919 Ilsebill è un asteroide della fascia principale del diametro medio di circa 27,65 km. Scoperto nel 1918, presenta un'orbita caratterizzata da un semiasse maggiore pari a 2,7720556 UA e da un'eccentricità di 0,0861883, inclinata di 8,15037° rispetto all'eclittica.
Il suo nome fa riferimento a Vom Fischer und seiner Frau, una favola dei fratelli Grimm.